# Manami Yoshii
Pour les articles homonymes, voir Yoshii.
Manami Yoshii (吉井愛美, Yoshii Manami) est une actrice japonaise du film pornographique et mannequin de charme.

## Généralités
Manami Yoshii est née le 11 novembre 1981 à Tōkyō, Japon. Décrite comme « nymphette extrêmement belle », elle était déjà connue en tant que Gravure idol à l'époque de ses débuts dans la vidéo pornographique.

## Carrière
La première vidéo de l'actrice, Growing Up Journal, filmée par les studios KUKI, est mise en vente en novembre 2000. Pour cette première expérience, un acteur aguerri la guide pas à pas.
Water Fruit (décembre 2000) est la seconde vidéo pornographique de Yoshii. Elle est également réalisée par KUKI.
Sa troisième vidéo, I Want to Get Lost (Janvier 2001), toujours réalisée par KUKI, la retrouve dans un ranchen compagnie d'un acteur auquel elle administre des fellations et qu'elle chevauche.
À la question de savoir ce qui lui a été le plus pénible de réaliser pour un film pornographique, l'actrice répond : « I guess it was when I had to play a character that didn't fit me. It felt really awkward to say those lines. »,.
L'action d' Origin (mars 2001) se déroule quelque part sur une île tropicale. Yoshii est filmée nue et dans des scènes de sexe. Elle est une jeune femme victime d'un chantage au sexe par son enseignant dans Girls Just Can't Help it: Super High School Girls (avril 2001). La vidéo renferme une scène de voyeurisme au cours de laquelle son demi-frère épie Yoshii se masturbant dans sa chambre.
Elle interprète le rôle-titre de Fresh Bus Guide: Dangerous Looked-Up Room (mai 2001) des studios Alice Japan; film dans lequel elle est séduite par son patron et violée par son ex amant. The Bondage Game, publié au mois de septembre 2001 par les studios Cosmos Plan, contient des scènes de bondage, d'esclavage sexuel et de torture. Yoshii déclare à propos de ses rôles de femme soumise « Je suis réellement mauvaise dans ces rôles de séductrice. Je suis certainement plus masochiste que sadique ». Elle a cependant rajouté ultérieurement « Le rôle de sadique est également amusant, ».
Le 15 décembre 2001, elle parait, en compagnie de Kokoro Amano, dans Baignade Mixte des tueurs en série Rotemburo (Konyoku Rotenburo Renzoku Satsujin, 元祖！混浴露天風呂連続殺人(21)) un épisode de la série policière diffusée sur le canal de TV Asahi.
Elle est la partenaire de l'acteur légendaire Taka Kato dans la vidéo Monthly Manami Yoshii parue au mois de mai 2002. Taka Kato est en effet connu dans le milieu du cinéma pornographique pour son habileté manuelle à induire une éjaculation chez sa partenaire. D'après certaines informations, Yoshii « a eu des éjaculations de première grandeur » au cours de cette vidéo. Yoshii a également fait son apparirion dans la série des films pornographiques interraciaux Black semen in L.A. diffusée sous la marque Moodyz.

## Filmographie (partielle)
| Titre de la vidéo.                                                                   | Producteur N° d'identification               | Réalisateur                     | Parution                             | Notes                                                                                  |
| ------------------------------------------------------------------------------------ | -------------------------------------------- | ------------------------------- | ------------------------------------ | -------------------------------------------------------------------------------------- |
| Growing Up Journal 成長日記                                                          | KUKI Tank KT-480                             | Gihito Omura                    | 22 novembre 2000                     |                                                                                        |
| Water Fruit                                                                          | KUKI Vinl JF-370                             | Shibato Taiyo                   | 29 décembre 2000                     |                                                                                        |
| I Want to Get Lost 迷子になりたい                                                    | KUKI Tank KT-494                             | Ryo                             | 29 janvier 2001                      |                                                                                        |
| Origin 原点                                                                          | KUKI Tank KT-505                             | Jango                           | 30 mars 2001                         |                                                                                        |
| Girls Just Can't Help It: Super High School Girls 妹はガマンできない女子校生スーパー | Alice Japan Babylon KR-9148                  | Yuji Sakamoto                   | 24 avril 2001                        |                                                                                        |
| Dangerous Looked-Up Room 危ない密室                                                  | Alice Japan Babylon KR-9150                  | Hajime Kokuto (Hajime Kunisaki) | 18 mai 2001                          |                                                                                        |
| Busty TANK Angels 9 乳TANKの天使たち 9                                               | KUKI Tank KT-516                             | Jango                           | 16 juin 2001                         | Avec Akira Watase, Marie Takano, Milk Ichigo, Nakamura Usagi et Rara Kusakari.         |
| The Palpitation... ときめき・・・                                                    | Big Morkal SBM-91                            | Toshiki Fujimaru                | 29 juin 2001                         |                                                                                        |
| The Bondage Game 監禁遊戯                                                            | Cosmos Plan IG-30                            | Toru Kosakai                    | 8 septembre 2001                     |                                                                                        |
| No Cut!! ノーカット！！                                                              | KUKI KTD-008                                 |                                 | 4 septembre 2001                     | Compilation de ses premières vidéos : Growing Up Journal, I Want to Get Lost et Origin |
| Face 43                                                                              | Audaz Face FAD-043                           |                                 | 20 décembre 2001                     |                                                                                        |
| Dream Woman Vol.4 ドリームウーマンVOL.4                                              | Moodyz Imperial MDID-119                     | Alala Kurosawa                  | 15 avril 2002                        |                                                                                        |
| Lolita Play Vol.02 ロリ汁ごっこ Vol.02                                               | Waap Entertainment Jelly JLD-010             | Kingdom                         | 3 mai 2002                           |                                                                                        |
| Monthly Manami Yoshii 月刊 吉井愛美                                                  | VIP VIP-123 (VHS) VIPD-100 (DVD)             | Takeshi Kato                    | VHS : 17 mai 2002 DVD : 21 juin 2002 |                                                                                        |
| View More をいぢる。                                                                 | Moodyz Imperial MDID-128                     | Akira Shibahara                 | 22 mai 2002                          |                                                                                        |
| New Idol Rape Cruel Story 新人アイドルレイプ 業界残酷物語                            | Attackers Shark SHK-157 (VHS) SHKD-157 (DVD) |                                 | 8 juin 2002                          |                                                                                        |
| Teasing Young Lady いじめっ娘                                                        | Moodyz Imperial MDID-140                     | Koushirou                       | 15 juillet 2002                      |                                                                                        |
| Black Semen in L.A. ブラックザーメン in L.A.                                         | Moodyz Wild MDWD-036                         | Sumioshin                       | 15 août 2002                         |                                                                                        |
| Back! Hip! Fuck!                                                                     | Moodyz Best MDED-028                         |                                 | 15 novembre 2002                     | Compilation avec diverses autres actrices                                              |
| Star Box 20                                                                          | Waap Entertainment SBD-020                   |                                 | 20 novembre 2002                     | Compilation                                                                            |
| Immoral Angels 52 インモラル天使５２                                                 | CineMagic Collect VS-698                     | Shinichi Kawamura               | 13 décembre 2002                     |                                                                                        |
| Beverly Hills Fuck Around ビバリーヒルズ乱交白書                                     | Moodyz Wild MDWD-041                         | Sumioshin                       | 15 décembre 2002                     |                                                                                        |
| Monthly Best Collection 2 月刊 総集編 2                                              | VIP VIP-152                                  | Takeshi Kase                    | 17 janvier 2003                      | Compilation. Avec cinq autres actrices.                                                |
| Monthly Best Collection 月刊 総集編                                                  | VIP VIPD-144                                 |                                 | 14 février 2003                      | Compilation. Avec cinq autres actrices.                                                |
| The Obedient Servant 5 服従の奉仕メイド５                                            | CineMagic Collect VS-706                     | Yutaka Akiyama                  | 28 février 2003                      |                                                                                        |
| Monthly Deep Throat 月刊 ディープスロート                                            | VIP VIP-189                                  | Takeshi Kase                    | 15 août 2003                         | Compilation avec plusieurs autres actrices.                                            |
| Monthly Endless Ecstasy 月刊 エンドレスエクスタシー                                  | VIP VIP-196                                  | Takeshi Kase                    | 16 septembre 2003                    | Compilation avec 11 autres actrices.                                                   |
| Best of Immoral Angels 11 ベスト・オブ・インモラル天使１１                           | CineMagic Collect VS-752                     |                                 | 25 juin 2004                         | Compilation                                                                            |

## Crédits
- (en) Cet article est partiellement ou en totalité issu de l’article de Wikipédia en anglais intitulé « Akira Watase » (voir la liste des auteurs).